# Système 1 / Système 2 : Les deux vitesses de la pensée
Système 1 / Système 2 : Les deux vitesses de la pensée est la traduction d’un livre, Thinking, Fast and Slow, publié en 2011 par le lauréat du prix de la Banque de Suède en sciences économiques en mémoire d'Alfred Nobel, Daniel Kahneman, qui résume les recherches qu'il a effectuées au fil des décennies, souvent en collaboration avec Amos Tversky. Il couvre les trois phases de sa carrière : ses travaux de jeunesse sur les biais cognitifs, son travail sur la théorie des perspectives et ses travaux ultérieurs sur le bonheur.
La thèse centrale du livre est la dichotomie entre deux modes de pensée : le système 1 (rapide, instinctif et émotionnel) et le système 2 (plus lent, plus réfléchi et plus logique). Le livre définit les biais cognitifs associés à chacun de ces modes de pensée, en commençant par les recherches de Daniel Kahneman sur l'aversion à la perte.
Du cadrage des choix en passant par la substitution, le livre met à profit plusieurs décennies de recherche universitaire pour montrer une trop grande confiance dans le jugement humain.

## Parties du livre

### Deux systèmes de pensée

#### Personnages de l'histoire
Daniel Kahneman annonce reprendre une distinction déjà présente en psychologie,,,, la distinction entre deux modes de raisonnement :
Système 1
Il s'agit du système cognitif qui fonctionne de manière automatique, involontaire, intuitive, rapide et demandant peu d'effort. De manière générale, le système 1 est le système de raisonnement utilisé par défaut, car il est le moins coûteux en énergie. C'est également lui qui est à l'origine de la créativité, grâce aux multiples associations intuitives qu'il effectue.
C'est par exemple grâce à lui que les individus sont capables de reconnaître la colère de manière immédiate sur le visage d'une personne.
Système 2
Il s'agit du système le plus souvent – à tort – associé à la faculté de penser. Il nécessite une certaine concentration et une certaine attention de la part de l'individu. Il intervient dans la résolution de problèmes complexes, grâce à son approche plutôt analytique. Il est toutefois plus lent que le système 1 et intervient lorsque le système 1 est confronté à un problème nouveau auquel il ne sait pas répondre.
C'est grâce à lui que les individus sont, entre autres, capables de remplir leur déclaration d'impôts.
Kahneman introduit délibérément ces deux systèmes comme des allégories. Ces allégories ont à la fois le but d'épargner au lecteur une longue périphrase et ainsi gagner du temps – le sien comme celui du lecteur –, mais elles ont aussi le but de faciliter la compréhension et la rétention des résultats qu'il a mis en lumière. Kahneman veut avant tout que son lecteur soit capable de reconnaître les biais qu'il met en évidence dans la suite de l'ouvrage. Il souhaite qu'il soit en mesure de mettre des mots sur cette problématique et surtout qu'il soit capable d'en discuter avec autrui.
Kahneman se propose de faire découvrir au lecteur les interactions entre ces deux systèmes de raisonnement relativement indépendants et de lui faire réaliser que si le système 1 est plus rapide et moins exténuant, il est victime de biais de raisonnement. Malheureusement, en avoir conscience ne suffit pas à s'en prémunir. Il prend pour exemple la célèbre illusion de Müller-Lyer : même si le sujet sait qu'il a affaire à une illusion visuelle grâce à son système 2, il en est toujours victime.

#### Attention et effort
L'intervention du système 2 est notamment visible à travers la dilatation des pupilles. Lorsque l'individu réalise une tâche exigeant une certaine concentration – donc que le système 2 entre en jeu – les pupilles de l'individu se dilatent ou se contractent selon le niveau de difficulté.
La dilatation des pupilles suit une courbe en V inversée selon le niveau de difficulté : dans un premier temps, la grosseur des pupilles est croissante en fonction du niveau de difficulté, puis elle atteint un maximum, qui correspond au maximum des capacités du système 2, et rétrécissent au-delà.
Cette découverte lui permet de mettre en évidence que lors d'une conversation banale, le système 2 est peu actif. Il montre également ainsi que chaque individu est doté d'un certain niveau de concentration et que les activités jugées prioritaires peuvent éclipser les autres tâches, si le seuil maximal de concentration est atteint.

#### Contrôleur paresseux
Les capacités du système 2 sont propres à chaque individu, et selon l'exigence des tâches de l'individu, il peut ressentir une certaine fatigue ou un certain ennui. Lorsque le niveau de difficulté est optimal, l'individu fait l'expérience d'un état appelé « flow ».
Lorsque le système 2 est accaparé par une tâche, il peut avoir du mal à contrôler les pulsions du système 1. Il est alors possible d'observer le phénomène qualifié d' « épuisement du moi ». Il ne s'agit plus là d'une simple limite cognitive – un niveau de difficulté maximale –, mais plutôt d'une inanition, d'une débilitation, d'un épuisement de la volonté, comme si la volonté pouvait s'épuiser. Le système 2 exerce alors un contrôle moindre, et rend l'individu plus impulsif. Il est néanmoins possible de restaurer plus rapidement sa volonté par la prise de glucose, le glucose étant la source d'énergie utilisée en priorité par le cerveau qui est capable de métaboliser rapidement le glucose. Le glucose peut ainsi être considéré comme une des sources d'énergie de la volonté.
En général, l'individu s'économise en se fiant d'abord aux intuitions livrées par le système 1. Cette caractéristique varie selon les individus. Selon la force de contrôle du système 2 exercée sur le système 1, la personne sera plus ou moins encline à interroger ses intuitions, à éviter les biais du système 1 et à agir rationnellement.

#### Machine associative
L'association des représentations mentales est l'une des caractéristiques majeures du système 1. En effet, les associations qui ont lieu dans l'esprit de chaque individu dépassent sa volonté : elles ne peuvent être contenues. De plus, une partie de ces associations ont lieu sans que l'individu en ait conscience et influence inconsciemment son comportement et ses pensées.
C'est grâce à cette caractéristique du système 1 qu'est possible le phénomène d'amorçage. Par exemple, le simple fait d'avoir été amené à penser à des mots relatif à la vieillesse peut induire un comportement plus lent chez les individus. Inversement, adopter un comportement plus lent qu'à l'ordinaire semble également induire l'évocation de davantage de mots relatifs à la vieillesse. De même qu'une personne sourit lorsqu'elle est amusée, le simple fait de sourire pourrait induire un certain amusement.
Cet effet peut avoir de plus lourdes conséquences, comme modifier le vote supposé rationnel des électeurs. Par ailleurs, si les individus sont conduits à penser de manière indirecte à l'argent, ils sont plus susceptibles d'être persévérants dans la résolution d'un problème, mais l'argent les conduit aussi à adopter un comportement plus égoïste et individualiste. Ainsi, l'individu est susceptible d'être influencé inconsciemment – aussi bien dans sa pensée que dans son action – par son environnement.

#### Aisance cognitive
Un des déterminants de l'entrée en jeu de l'un des deux systèmes est celui du degré d'aisance cognitive (« cognitive ease »). L'aisance cognitive est à l'origine d'un sentiment de confiance, de vérité, de facilité ou encore de bien-être. L'aisance cognitive peut avoir plusieurs sources qui, toutes, facilitent le traitement de l'information par le système 1 : l'exposition répétée, la bonne humeur, une présentation claire ou un amorçage.
Cette aisance cognitive peut être à l'origine d'illusion. Ainsi, par habitude, les mots qui semblent clairs et distincts sont considérés comme ayant été rencontrés par le passé. Or, il suffit d'une police et d'une taille suffisante pour donner suffisamment de confiance au système 1, pour qu'il considère que ces mots facilement lus aient été rencontrés par le passé.
De plus, le système 1 a tendance à tenir pour vrai ce qui est aisé à traiter, tandis que le système 2 reprend le dessus – l'individu devient plus méfiant et vigilant – dès que l'aisance cognitive est moindre. Par exemple, une partie d'un texte mis en évidence de manière plus lisible que le reste du texte aura tendance à être plus facilement tenue pour vrai. À l'inverse, une question difficilement lisible éveillera la vigilance du système 2 qui sera davantage enclin à interroger et vérifier les intuitions du système 1.
L'aisance cognitive peut être renforcée par la simple exposition, et peut induire une certaine sympathie de la part du système 1 : un individu, et plus généralement un animal, perçoit plus facilement quelque chose comme inoffensif – donc sympathique – ce qu'il a déjà rencontré, sans incident, par le passé.
L'humeur de l'individu est aussi un des facteurs de « basculement » entre les deux systèmes. Une bonne humeur est plus susceptible de laisser une large marge de manœuvre au système 1, tandis que la mauvaise humeur est plus susceptible de faire intervenir le système 2.

#### Normes, surprises et causes
Daniel Kahneman montre que le système 1 est responsable du concept de normalité et de l'attente qui en découle. L'attente peut être de deux natures. La première est une attente active : l'individu attend quelque chose consciemment. Mais il existe une autre attente, une attente passive. L'individu, s'il n'attend pas à proprement parler la survenue d'un événement, n'en est toutefois pas surpris. Le système 1 est particulièrement doué pour déceler les anomalies (exemple : entendre une voix masculine dire « J'ai mes règles. »), car il a accès aux catégories et aux représentations de l'individu. Mais il peut lui arriver de laisser passer certaines anomalies (exemple : l'illusion de Moïse).
Le système 1 fonctionne davantage de manière causale et tente de manière instinctive de trouver des corrélations entre deux événements. Contrairement à ce que le philosophe écossais David Hume pensait, les humains, même les nourrissons, observent les corrélations aussi bien qu'ils voient les couleurs. Plus que cela, un individu normalement constitué attribue une intention derrière les mouvements de figures abstraites. Malheureusement, le raisonnement causal, propre au système 1, n'est pas toujours le plus judicieux. Le raisonnement statistique peut être plus adapté dans bien des situations, mais il nécessite à la fois l'intervention du système 2, ainsi qu'un minimum de formation en statistique – hélas insuffisamment répandue, regrette Kahneman.

#### Machine à tirer des conclusions hâtives
Le système 1 a tendance à tirer des conclusions hâtives et ne rend pas compte de la plurivocité de certaines informations. De plus, le système 1 est crédule et considère comme vraie toute information nouvelle. Seul le système 2 est suspicieux, à condition qu'il ne soit pas occupé à d'autre tâche, qu'il ne soit épuisé ou simplement paresseux, autrement, l'individu suivra la pente naturelle de son système 1.
Le système 1 recherche ensuite avant tout des éléments qui viennent étayer sa vision du monde. L'effet de halo s'appuie sur cette caractéristique du système 1. Dès que le système 1 acquiert de nouvelles informations, celui-là va jouer sur leur caractère équivoque et leur faible quantité pour conforter la cohérence de ce qu'il sait ou croit savoir. Kahneman avoue se battre pour résister à cet effet lorsqu'il corrige les travaux de ses étudiants – souvent, ses étudiants lui rendaient deux travaux, et la première correction influençait notablement celle du second, par le seul fait d'être première. Il annonce que le seul moyen de se prémunir contre ce biais, est de « décorréler » les erreurs. Il s'agit donc de limiter les influences entre les observations successives, sous peine de renforcer les erreurs des premières observations.

#### Mécanique des jugements
La volonté de cohérence du système 1 prime sur la quantité et la qualité des informations qu'il détient. Aussi, parce qu'il est bien plus aisé de rendre cohérente une quantité réduite d'informations, le système 1 est plus enclin à se contenter du peu d'information dont il dispose pour tirer des conclusions hâtives – qui bien souvent sont acceptées par le paresseux système 2. Kahneman emploie à ce propos une abréviation « WYSIATI - What you see is all there is » (« Seul compte, ce qui est connu. ». WYSIATI est à l'origine de nombreux biais : excès de confiance, biais d'exposition, oubli de la fréquence de base.
Le système 1 excelle dans les mesures analogiques et il est également capable de convertir ses mesures dans presque toutes les « dimensions ». Seulement, c'est justement cette facilité à transposer les jugements qui est à l'origine de biais cognitifs. Le système 1 a évolué afin de juger d'un seul regard la menace et les intentions d'un individu avec un certain succès.
Aujourd'hui encore, particulièrement chez les individus mal informés et regardant beaucoup la télévision, la lecture des visages joue un large rôle dans une élection. Ainsi, bien souvent, les vainqueurs d'une élection sont ceux dont le visage suscite le plus d'émotions positives, d'autant plus que leurs compétences sont souvent estimées inconsciemment par le biais de la forme de leur visage. Par ailleurs, si le système 1 arrive aisément à déterminer la valeur moyenne d'une caractéristique d'un ensemble d'entités, il est incapable d'en faire la somme. De plus, le système 1 ne peut s'empêcher d'avoir des jugements adventices et concomitants, ce qui peut ralentir la formation des jugements principaux et prioritaires.

#### Répondre à une question facile
Confronté à une question difficile, le système 1 peut – à l'insu de l'individu – répondre à une question plus facile, plutôt que d'y répondre tout de go ou de reconnaître ne pas pouvoir y répondre. Il est vrai qu'une telle stratégie peut être salvatrice, mais encore faudrait-il qu'elle soit une démarche consciente. Or, le système 1 ne rend pas compte de ces glissements. Ces glissements peuvent aussi bien aboutir à des réponses adaptées et acceptables qu'à des erreurs systématiques, à des biais.
Cela est d'autant plus problématique que ces réponses, apparaissant venir d'elles-mêmes, sont légèrement déviantes et donnent une assurance infondée. Et, si le système 2 a un rôle de contrôle sur le système 1, il peut aussi, dans certaines conditions, soutenir les intuitions du système 1 et les justifier. Le système 2 cherche alors souvent des informations qui confirmeront les intuitions du système 1, plutôt que des informations qui infirmeraient ces intuitions.

### Grands biais cognitifs

#### Loi des petits nombres
Kahneman commence par mettre en lumière la croyance répandue en ce qu'il nomme la « loi des petits nombres ». De même que la loi des grands nombres enseigne que le hasard suit bien des lois de probabilité pour des échantillons suffisamment grands, ce biais cognitif laisse croire que les résultats aléatoires vérifient nécessairement une répartition à petite échelle de ce qui serait obtenu à grande échelle.
Mais, s'il est vrai que plus le nombre d'événements est grand, plus la répartition empirique sera proche de la répartition théorique, la plupart des individus, y compris les experts en statistiques, oublient souvent que l'inverse est tout aussi vrai : plus le nombre d'événements est réduit, plus grande est la chance qu'ils s'éloignent de la répartition théorique, et plus grande est la chance d'aboutir à des répartitions remarquables. Or, bien souvent, puisque le système 1 raisonne plutôt causalement, les individus auront tendance à rechercher une cause, là où il ne faudrait que voir la vérification empirique de la contraposée de la loi des grands nombres. Le système 1 a alors naturellement tendance à voir des « pattern » là où il n'y en a pas, comme c'est le cas avec le phénomène de la main chanceuse (en).
À l'inverse, la sous-estimation des implications de la loi des grands nombres induit beaucoup de conclusions hâtives et erronées dans beaucoup de domaines, dont la psychologie – par ailleurs, Kahneman reconnaît que ce biais est en partie responsable de la crise de la reproductibilité.

#### Ancres
Le phénomène d'ancrage compte également parmi les grands biais cognitifs. Ce biais cognitif fait appel à deux mécanismes qui aboutissent à orienter les estimations d'un individu dès lors que celui-ci est exposé à un nombre avant qu'il ne commence son estimation.
Comme l'a montré Amos Tversky, il s'explique d'abord par la manière dont le système 2 tâtonne. En effet, le système 2 va soumettre successivement plusieurs « ancres » et se demander si le nombre recherché est supérieur ou inférieur à l'ancre considérée. Ainsi, le système 2 s'approche progressivement de la réponse. Toutefois, si le système 2 est épuisé, paresseux ou attelé à d'autres tâches, ce processus est abandonné à mi-chemin ; voilà pourquoi le nombre trouvé se trouve proche de l'ancre de départ. Mais, ce n'est pas le seul élément d'explication.
Kahneman fait valoir que l'amorçage permet de mieux comprendre pourquoi n'importe quel nombre, même si celui-ci n'a aucun rapport avec le nombre à estimer, peut servir d'ancre. Le système 1 conditionne donc le début du processus d'estimation du système 2. Les experts ne sont pas épargnés par ce biais, même s'ils estiment ne pas en être influencés : tel est le cas des promoteurs immobiliers quand il s'agit d'estimer le prix d'une maison déjà en vente à un certain prix dont ils ont connaissance.

#### Science de la disponibilité
L'heuristique de disponibilité est une autre source d'erreur qui peut faire intervenir les deux systèmes de raisonnement. En effet, le sentiment de disponibilité peut être seulement intuitif, et seul le système 1 peut être impliqué : il est, par exemple, immédiat que les lettres « TAPCERHOB » permettent de former beaucoup plus de mots que les lettres « XUZONLCJM ».
Quand il s'agit d'estimer la fréquence d'un événement (exemple : fréquence des divorces parmi les célébrités), la proportion d'une catégorie relative à d'autres catégories (exemple : évaluer sa capacité à s'imposer), les deux systèmes sont impliqués. L'individu tente alors de trouver des exemples, et le système 1 formule en amont une évaluation de la disponibilité des exemples. L'individu jugera d'autant plus grande la taille de la catégorie – et donc la fréquence d'un événement – que la facilité de la recherche dépasse les estimations préalables du système 1.
Toutefois, si le système 2 parvient à expliquer la facilité ou la difficulté de la recherche (par exemple, grâce à une musique stimulante ou au contraire déconcertante), alors le biais est réduit. Dans le cas où les résultats de la recherche d'exemples ont des implications pour l'individu (par exemple, l'estimation de la probabilité que l'individu ait un infarctus, sachant qu'il sait que cela est répandu dans sa famille), l'individu se concentrera moins sur la facilité ou la difficulté qu'il a eu à chercher des exemples, mais davantage sur le nombre d'exemples trouvés.
Cette façon de raisonner peut conduire à des erreurs systématiques, dès lors que les anticipations du système 1 sont inadéquates. Ainsi, un individu qui se voit demander un grand nombre d'exemples, aura de plus en plus de mal à trouver des exemples, et va donc sous-estimer la taille de la catégorie. Tout ce qui limite le rôle de contrôle du système 1 par le système 2 renforce ce biais : bonne humeur, forte confiance en ses intuitions, épuisement ou surmenage du système 2, sensation d'avoir du pouvoir ou encore un manque de connaissances dans le domaine afférent à la recherche.

#### Disponibilité, émotion et risque
Le biais qu'induit l'heuristique de disponibilité conduit à mal estimer les risques. Parce que ce sont les événements les plus saillants qui viennent le plus aisément à l'esprit (pour des raisons autres que leur fréquence, comme leur charge émotionnelle), l'attention des individus peut être détournée par des problématiques mineures relativement aux problématiques d'une ampleur bien plus grande.
Daniel Kahneman rapporte être en faveur de deux visions du risque qui semblent irréconciliables. La première, développée par Paul Slovic (en), met en avant qu'il n'est pas judicieux de s'en remettre entièrement aux experts quand il s'agit de penser le risque. Les experts privilégient une approche purement numéraire (exemple : en nombre de vies humaines, ou en année de vie), là où les profanes analysent les risques en prenant en compte des critères qualitatifs, en différenciant par exemple les « bons accidents » des « mauvais accidents » (par exemple : le risque d'un accident dû au hasard n'a pas la même valeur qu'un accident relatif à une pratique dangereuse comme le ski en hors-piste). Les experts vont donc fixer des priorités différentes de ce que voudrait la majorité.
S'il semble peu probable que les citoyens acceptent de s'en remettre à des experts non élus et ne rendant de compte à personne, Kahneman rejoint également l'argumentation de Cass Sunstein. Sunstein estime qu'il n'est pas judicieux de laisser au vote démocratique la prise en compte des risques. En effet, souvent, en raison d'un effet de disponibilité en cascade, la collectivité surestime certains risques au détriment d'autres et détourne les ressources publiques vers des problématiques mineures. Le sensationnalisme renforce l'effet pervers de l'heuristique de disponibilité et conduit ainsi à gaspiller l'argent public en provoquant des paniques, et détourne l'attention publique de problématiques d'une bien plus grande importance.

#### Spécialité de Tom
Kahneman désire ici mettre en garde le lecteur contre l'erreur de conjonction qui consiste à faire fi de toute réalité statistique au profit d'informations satisfaisant les stéréotypes, alors même que ces informations sont douteuses. Il prend l'exemple de Tom, un jeune étudiant, dont le profil, révélé par un test psychologique douteux, est celui d'un élève, stéréotype de l'étudiant en informatique ou en sciences de la nature. Or, lorsqu'il s'agit de deviner la filière de Tom, les individus oublient trop souvent que la filière informatique (ou celles des sciences de la nature) est extrêmement réduite, comparablement aux filières de sciences humaines et sociales.
Il regrette lui-même de ne pas avoir été suffisamment informé quant à la manière d'évaluer les probabilités et déplore être encore incapable de se prémunir totalement contre ce biais. Aussi conseille-t-il au lecteur de toujours avoir à l'esprit deux éléments centraux : ne pas oublier la fréquence de base et toujours remettre en doute les informations fournies. Armé de ces éléments, le lecteur pourra se libérer de ce biais consistant à surévaluer la valeur des informations parfois peu fiables au détriment d'informations statistiques centrales.

#### Moins c'est plus
L'erreur de conjonction peut également conduire à violer les règles de la logique. Ainsi, un événement {\displaystyle A} peut apparaître aux yeux d'une majorité d'individus moins probable que l'événement {\displaystyle A\cap B} pourvu que l'événement {\displaystyle B} s'insère mieux dans l'histoire.
Prenant l'exemple fictif de Linda, une jeune femme engagée, Kahneman montre que les participants à l'expérience jugent plus probable qu'elle travaille dans une banque et qu'elle s'engage pour le féminisme, et moins probable qu'elle soit une simple employée de banque. Cet effet peut être réduit si les problèmes sont envisagés de manière à rendre plus visible l'inclusion {\displaystyle (A\cap B)\subset A}, ou en stimulant la vigilance du système 2 (notamment en impliquant davantage l'individu).

#### Quand les causes écrasent les statistiques
Pour limiter l'oubli de la fréquence de base qui s'explique par la difficulté qu'ont les individus à penser de manière statistique, il est possible de changer la manière d'envisager les problèmes, en suscitant une approche davantage causale. Ceci implique implicitement de former des stéréotypes. Kahneman reconnaît que la société combat avec raison les stéréotypes, toutefois, il affirme que les stéréotypes permettent de mieux s'approcher des résultats d'un raisonnement bayésien. Aussi faut-il selon lui prendre en compte les coûts subis par la société lorsqu'elle résiste aux stéréotypes, car ceux-ci permettent de mieux raisonner dans certains cas.
Kahneman remarque que les leçons de psychologie ne sont vraiment apprises que lorsqu'elles sont vécues par les individus. Les individus ont en effet du mal à déduire, c'est-à-dire passer d'une règle générale au cas particulier, en revanche, ils sont particulièrement doués pour induire, c'est-à-dire tirer une règle générale à partir d'un cas particulier. Cela le conduit à conclure que pour bien enseigner la psychologie, il faut que ses résultats soient vécus directement par le sujet, ou au moins observés chez d'autres individus en pleine action.

#### Régression vers la moyenne
La régression vers la moyenne est un phénomène extrêmement courant, et pourtant, comme s'en étonne Kahneman, celui-là est passé – et passe encore – relativement inaperçu. Ce phénomène apparaît dès qu'une suite d'événements suivant la même loi n'est pas parfaitement corrélée (et que les événements admettent une espérance). Il est difficile à saisir en raison de son explication purement statistique, et non pas causale. Lorsqu'il n'est pas simplement oublié, il est expliqué à tort par des éléments causaux. Cela constitue un biais, car cela peut conduire à expliquer de manière causale, ce qui n'est à expliquer que statistiquement, voire à tirer de mauvaises conclusions.
Ainsi, Kahneman prend notamment l'exemple d'un officier de l'armée de l'air qui, entre autres, brimait ses cadets en raison de leurs performances inhabituellement mauvaises, en arguant qu'à la suite de ses critiques, leurs performances s'amélioraient. Or, ces dernières s'expliquaient simplement par le fait que les cadets avaient été particulièrement malchanceux ; à la prochaine session, il était probable que leur malchance les quitte et ainsi que leurs performances se rapprochent de la moyenne, c'est-à-dire qu'elles s'améliorent.

#### Apprivoiser les prédictions
Dès qu'il s'agit de faire des prédictions, les individus ont tendance à surestimer les intuitions que leur livre le système 1. Pour éviter de succomber à la tentation des extrêmes au regard des informations incertaines qui semblent aller dans ce sens, Kahneman propose un protocole :
- Son utilisateur doit poser clairement dans un premier temps toutes les informations de base, et estimer la situation moyenne qui est la plus probable si aucune information subsidiaire n'était à disposition.
- Puis dans un second temps d'estimer l'influence maximale que peuvent avoir les informations disponibles, en prenant soin de rejeter immédiatement toute information qui n'a pas de poids dans la prédiction.
- Enfin dans un troisième temps, il s'agit de corriger l'écart par rapport à la situation de base de manière d'autant plus importante que la corrélation n'est pas parfaite et que la fiabilité des informations est douteuse.

En respectant davantage la regression vers la moyenne, l'individu renonce toutefois à vouloir prédire les événements particulièrement rares (par exemple prédire la prochaine licorne).

### Excès de confiance en soi

#### Illusion de compréhension
Kahneman commence par s'attaquer à l'illusion de compréhension qui repose sur plusieurs biais, notamment sur l'effet de halo. L'humanité a, en effet, tendance à considérer comme rétrospectivement évident ce qui ne l'était pas dans le passé, et à forger a posteriori une histoire cohérente. Face à un événement exceptionnel, chacun a tendance à rechercher des éléments qui annonçaient son inéluctabilité. Or, bien souvent, le caractère exceptionnel n'est dû qu'au hasard. La volonté de vouloir se rassurer en se disant que les talents, les qualités ou encore les stratégies d'une entreprise sont les seuls éléments explicatifs de la réussite d'une entreprise conduit à se donner l'illusion de comprendre le monde.
Cette illusion aboutit ensuite à prendre davantage de risques et finalement, peut amener à la catastrophe. Cette illusion est d'autant plus forte que les individus eux-mêmes se voilent la face : les études montrent que les individus s'imaginent toujours a posteriori avoir pressenti ce qui allait se produire.
Cette illusion a des effets pervers : les médecins se sentent, par exemple, obligés – parce que toute erreur médicale apparaîtra a posteriori comme évidente – de s'assurer, et donc, de prendre des mesures de précautions draconiennes mais superfétatoire au détriment des patients (batteries de tests superflus, redirections trop fréquentes vers les spécialistes ou encore recours à un grand nombre de traitements conventionnels, mais peu efficaces).
Kahneman rappelle donc le rôle non négligeable du hasard dans tous les événements, et il critique les livres de recettes du succès qui satisfont avant tout le besoin humain d'une explication claire – mais biaisée, voire fausse – du monde en donnant l'impression au lecteur d'avoir pu tirer des conclusions durablement utiles.

#### Illusion de validité
Kahneman met en garde son lecteur contre la tentation de s'imaginer pouvoir faire de bonnes prédictions, ou de pouvoir battre le marché – pour les acteurs du monde financier. Il souligne le fait que très peu de personnes sont capables de prendre une position modeste vis-à-vis de l'avenir, lui-même a été victime de cet excès de confiance durant son service militaire.
Il remarque que lorsque les individus sont confrontés à la réalité, au fait qu'ils sont incapables de prédire l'avenir, ou de façon minime, ils oublient simplement la dure vérité. Les experts d'un domaine semblent même être plus mauvais pour prédire des évolutions futures de leur domaines qu'un processus aléatoire.

#### Intuitions contre formules
Kahneman dit avoir été beaucoup influencé par le psychologue Paul Meehl et notamment son livre Clinical versus statistical prediction: A theoretical analysis and a review of the evidence qui met en évidence que les intuitions des experts peuvent souvent être moins bonnes que ce que prédirait un algorithme, ou une simple formule (il prend l'exemple du score d'Apgar) ; il remarque même que, bien souvent, les formules les plus simples ont une efficacité tout aussi grande que les formules plus complexes.
Toutefois, l'utilisation de l'outil statistique, quand bien même il serait le plus performant, est victime d'une dépréciation de la part d'une grande majorité d'individus. En effet, les individus ont du mal à abandonner leurs intuitions au profit d'un algorithme à l'efficacité prouvée. Kahneman pense qu'avec l'utilisation croissante des outils algorithmiques, la réticence tendra à se réduire.
Il remarque, néanmoins, que les intuitions peuvent être efficaces, à condition qu'une procédure objective ait été menée en amont, et que ces intuitions ne se voient pas accorder de poids déterminant. Aussi conseille-t-il aux recruteurs de privilégier un test évaluant plusieurs dimensions (sans que leur nombre soit excessif, six lui semble largement suffisant) composé de questions qui seront posées successivement aux futurs candidats, sans sauter de question, et en inscrivant systématiquement et immédiatement la réponse sur une échelle de valeur, allant par exemple de 0 à 5, pour limiter l'effet de halo. Le recruteur devra cependant renoncer à ses intuitions, car elles sont décisives pour le recrutement et risquent de biaiser ce dernier.

#### Quand lui faire confiance
Bien entendu, Kahneman n'insinue pas que les experts ont toujours tort de se fier à leurs intuitions ; il ne nie pas que dans certains cas, l'expertise est bien réelle. C'est à la suite d'une coopération fructueuse et féconde avec Gary Klein, auteur du livre Source of Power: How People Make Decisions, que Kahneman infléchit sa position critique à l'égard des experts. Il publie alors avec Klein l'article Condition for Intuitive Expertise: A failure to Disagree.
Reprenant la définition de l'intuition d'Herbert Simon (« La situation fournit un indice ; cet indice donne à l'expert un accès à une information stockée dans sa mémoire, et cette information, à son tour, lui donne la réponse. L'intuition n'est rien de plus et rien de moins que de la reconnaissance. »), il est arrivé à la conclusion que les intuitions des experts sont justifiées dès lors qu'elles se forment dans un contexte où les situations se reproduisent avec plus ou moins de similitudes (l'exemple typique est celui des échecs), et où l'individu reçoit un retour immédiat et clair. Par ailleurs, il remarque aussi que les intuitions d'un danger se forment bien plus aisément que tout autre type d'intuition, et qu'elles sont également plus facilement transmissibles – le soldat qui s'engage dans une gorge étroite a, par ce qui lui a été enseigné, l'intuition qu'une embuscade est fortement probable.
Dans les autres situations, il faut renoncer à se fier à ses intuitions, aussi bien qu'à celles des experts, quand bien même la confiance accordée à ces intuitions semble extrêmement forte. En effet, la confiance accordée aux intuitions n'a qu'un faible rapport avec une réelle expertise.

#### Vision externe
Quand il s'agit de mener un projet, tout planificateur doit au préalable développer un plan estimant les coûts et les délais du projet. Malheureusement, chacun a tendance, Kahneman le premier, à d'abord estimer la situation avec les minces informations dont le groupe dispose. Le groupe ne prend pas en compte les résultats de situations similaires, soit par simple oubli, soit parce que la situation est pensée comme suffisamment particulière pour ne pas tenir compte du déroulement de ces autres projets.
Cela conduit à un optimisme excessif, donc erroné, qui ne tient pas suffisamment compte des difficultés prévisibles qui pourraient ralentir le projet, mais aussi des « inconnues inconnues » – c'est-à-dire des éléments imprévisibles qui ne viennent pas à l'esprit des membres du groupe. Pour s'en prémunir, il faut, dès la constitution du projet, se renseigner sur les mises en œuvre de projets similaires existants, afin de mieux évaluer les coûts véritables liés aux aléas inévitables du projet – et in fine juger avec une plus grande acuité si le jeu en vaut la chandelle. Une fois la situation moyenne des projets analogues estimée, il ne reste plus qu'à corriger cette estimation préalable en prenant en compte les caractéristiques singulières du projet.

#### Moteur du capitalisme
Certains individus sont naturellement plus optimistes que d'autres et souvent, ce sont eux qui sont le moteur du capitalisme. Leur optimisme est capable de motiver leur entourage et les pousse à prendre davantage de risques. Cependant, l'optimisme est souvent démesuré, particulièrement chez les chefs d'entreprises.
Cet optimisme exacerbé s'explique par le fait que les individus se concentrent avant tout sur les éléments qui sont de leur ressort dans le succès d'une entreprise (compétences, moyens à disposition) ; ils négligent trop souvent les aspects tout aussi importants dans la réussite que sont la concurrence, l'évolution des marchés ou encore celle de la demande. À cela, s'ajoute le fait que le réalisme quant à ses capacités réelles de prédictions – avouer que toute prédiction est incertaine, et estimer justement cette incertitude – est souvent sanctionné par le marché et les clients en général. D'autre part, les individus surestiment leurs capacités dès lors qu'ils les jugent bonnes.
Cet optimisme est certes bénéfique pour la société dans son ensemble – les concurrents vont être plus nombreux que prévu, car ils auront surestimé les chances de réussites –, mais cela signifie aussi qu'un grand nombre d'acteurs vont devoir faire face à des échecs. Pour limiter cet optimisme, et donc une prise de risque excessive, mais aussi pour mieux estimer les difficultés d'un projet, Kahneman livre au lecteur la méthode de Gary Klein, dite « méthode ante-mortem ». Elle consiste à réunir, en petit groupe, les membres les plus convaincus d'une décision ; il s'agit de s'imaginer ensuite que la décision en l'état a été prise et qu'elle a été un échec total, puis de concevoir une histoire qui expliquerait cet échec.

### Faire le bon choix

#### Erreurs de Bernoulli
Kahneman revient sur la façon dont les individus prennent des décisions dans un contexte d'incertitude. Il relate le processus par lequel la théorie des perspectives s'est imposée. Cette théorie balaye les hypothèses de rationalité parfaite des agents et modifie la façon d'envisager la perception des individus.
Avant ses recherches, la théorie traditionnelle faisait de l'individu un être purement rationnel. Or, il a démontré à de nombreuses occasions que les humains ne prennent pas toujours des décisions en fonction de leur seule raison. Ils rechignent à prendre des risques lorsqu'un gain est assuré, même lorsque l'espérance est supérieure à ce gain. À l'inverse, ils prennent volontiers des risques pour éviter une perte.
Kahneman se penche ensuite sur la théorie de l'utilité espérée de Daniel Bernoulli. Si cette théorie a si longtemps perduré, cela s'explique, selon lui, par le fait qu'elle était en mesure d'expliquer pourquoi les plus pauvres étaient plus susceptibles de souscrire une assurance et pourquoi les riches étaient plus susceptibles de leur vendre cette assurance. Cela s'explique aussi, au-delà de sa relative utilité, par le fait que réfuter – et même simplement douter – est pénible ; cela demande des efforts au système 2. Or, le système 2 est assez économe de ses forces.

#### Théorie des perspectives
La théorie des perspectives développée par Daniel Kahneman et Amos Tversky permet d'expliquer des décisions que la théorie traditionnelle ne pouvait pas expliquer. Elle se fonde sur trois grands principes qui découlent des caractéristiques du système 1 :
- Seules les différences avec le niveau de référence ont une importance. Le niveau de référence est en général la situation la plus récente vécue par l'individu et constitue le statu quo. Ainsi, s'il vient de gagner ou de perdre une somme, seuls les gains et les pertes relatifs à cette situation seront pris en compte – les gains et les pertes passés seront simplement oubliés. La situation de référence peut également être une situation attendue par l'individu, ou la comparaison de sa position avec celle des autres.
- Les gains et pertes marginales supplémentaires sont décroissants. Aussi, la différence entre gagner (ou perdre) 10 et 20 euros a une plus grande valeur subjective que la différence entre gagner (ou perdre) 110 et 120.
- Les pertes ont un poids psychologique plus important que les gains.

Toutefois, Kahneman reconnaît aussi que cette nouvelle théorie – tout comme les théories précédentes – n'est pas en mesure de prendre en compte la déception liée à la prise d'une décision. Ainsi, dans le cas où l'individu aurait une probabilité de 90 % de gagner 1 million d'euros et une probabilité de 10 % de ne rien gagner, l'individu éprouvera une profonde déception dans le cas où il ne gagne pas, ce qu'aucune des théories actuelles ne prend en compte.
Par ailleurs, la valeur d'une théorie dépend aussi de son utilité et non pas seulement de sa validité. Or, la théorie traditionnelle offre un cadre d'analyse plus simple dans la plupart des cas économiques. Ainsi, la théorie de Kahneman a, certes, une capacité à prendre en compte des cas ignorés de l'économie traditionnelle, mais elle serait souvent trop complexe à employer pour analyser les comportements économiques en offrant un gain de précision assez modeste. Cela explique que la théorie de Kahneman n'ait pas évincé la théorie traditionnelle de la sphère économique.

#### Effet de dotation
Les courbes d'indifférence traditionnelles ne prennent pas en compte l'aversion à la dépossession. Elles font l'hypothèse que la situation d'un individu lui est indifférente, dès lors qu'elle se trouve sur la même courbe d'indifférence. Or, changer le statu quo, conformément à la nouvelle théorie des perspectives, n'est possible que si les gains sont supérieurs aux pertes par rapport au statu quo – sachant que les pertes ont un poids plus importants que les gains pour l'individu. Aussi, pour que l'individu choisisse une autre position que sa position actuelle, il faut que la nouvelle position se trouve sur une autre courbe d'indifférence.
L'aversion à la dépossession se manifeste notamment dans la différence entre le montant qu'un individu est prêt à payer pour l'acquisition d'un bien et le montant qu'il est prêt à accepter pour s'en déposséder : en règle générale, le rapport est 1:2.
L'aversion à la dépossession n'est toutefois pas présente dans chaque situation. Elle peut dépendre du bien concerné par l'échange potentiel. Ainsi, un billet de 5 euros est échangé indifféremment avec un autre billet du même montant. En revanche, dès que le bien échangé remplit un besoin pour l'individu, l'aversion à la dépossession joue de tout son poids. Cet effet dépend aussi des individus. Les individus familiarisés aux échanges sont moins touchés par cet effet. De même, les plus pauvres n'en sont pas victime, car il s'agit pour eux d'une perte systématique : s'ils refusent de céder leur bien pour de l'argent, ou contre un autre bien, ils ont pleinement conscience qu'ils ne pourront pas bénéficier de la jouissance d'autres biens.
Kahneman reconnaît que l'aversion à la dépossession mérite de plus amples études et souligne que d'autres facteurs peuvent jouer (le facteur culturel notamment).

#### Expériences négatives
Le poids des expériences négatives est beaucoup plus important que celui des expériences positives. Il a été démontré que les signaux négatifs étaient les signaux que le cerveau traite les plus rapidement. Cette caractéristique est issue de l'évolution biologique ; cet attribut est essentiel pour assurer sa survie dans un monde hostile. Elle a de multiples implications dans bien des domaines.
Ainsi, elle permet d'expliquer entre autres :
- pourquoi les golfeurs sont plus concentrés lorsqu'il s'agit d'éviter un bogey et qu'ils sont moins motivés pour réussir un birdie. Le golfeur perçoit le bogey comme une perte, et le birdie comme un gain. Or puisque les pertes ont une plus grande importance que les gains, le joueur est davantage motivé lorsqu'il s'agit de limiter les pertes – les bogeys – que de maximiser les gains — les birdies ;
- ou la difficulté des négociations. Lorsque l'un des négociateurs fait une concession, sa concession est nécessairement sous-évaluée, car le coût pour celui qui l'accorde est plus fort que le gain pour celui qui le reçoit ;
- ou encore la difficulté de la mise en œuvre de bonnes réformes. Si une réforme a vocation à apporter des gains à une grande majorité, elle occasionne des pertes pour certains acteurs. Or, ces pertes poussent ces derniers acteurs à se mobiliser contre la réforme. Aussi, pour que la réforme soit mise en place, il n'est pas rare que des clauses visant à limiter les pertes de ces acteurs soient introduites.

Prendre en compte l'importance du poids des expériences négatives permet de mieux comprendre ce que juge équitable la majorité des personnes. Est jugée équitable, toute décision qui n'occasionne pas de pertes à un individu, sauf lorsqu'il s'agit de préserver de ses propres pertes. Le non-respect de cette règle implicite est sanctionnée systématiquement par les individus : une entreprise qui augmenterait les prix d'un bien parce qu'elle le peut, risque de voir ses recettes se réduire, car les clients réduiront globalement leurs dépenses – notamment lorsque, les clients achètent beaucoup et des produits chers – pour punir l'entreprise. Des études montrent que cette sanction altruiste active la zone du cerveau associée au plaisir.

#### Modèle en quatre parties
La théorie développée par Kahneman pointe aussi le doigt sur une problématique – déjà mise en évidence par Maurice Allais – que les théories du passé n'avaient pas prise en compte et qu'elles n'avaient pas tentée d'expliquer : les valeurs des probabilités n'ont pas toutes le même poids dans une décision. L'effet est visible aux extrémités : au passage d'une impossibilité à une possibilité (la probabilité d'un événement devient positive alors qu'elle était nulle, il s'agit là de l'« effet de possibilité ») et au passage d'une possibilité à une certitude (il s'agit de l'« effet de sûreté »). En combinant ces deux effets avec la déclinaison perte-gain, Kahneman distingue quatre cas possibles.
Lorsque la probabilité est grande :
- En cas de gains, les individus préfèrent un gain sûr moindre à un gain potentiel plus élevé (le plaignant, qui a de grandes chances de gagner, préférera un arrangement à l'amiable) ;
- En cas de pertes, à l'inverse, ils ne supportent pas une perte modérée. Ils sont prêts à courir le risque élevé d'une grande perte (le prévenu, qui a de grandes chances de perdre, préférera tout risquer).

A contrario, lorsque la probabilité d'un événement est faible :
- En cas de gains, les individus préfèrent tenter leur chance – aussi faible soit-elle – de gagner (les jeux de hasard comme l'euromillion en sont des exemples) ;
- En cas de pertes, à l'inverse, ils préfèrent s'assurer contre le risque faible d'une perte (c'est notamment une des raisons d'être des assurances).

Toutefois, Kahneman rappelle que dans le cas d'une grande succession de ces événements, il devient dangereux et coûteux de s'éloigner de l'espérance. Les individus privilégient alors le raisonnement rationnel traditionnel (cela se vérifie notamment pour les grandes organisations comme la ville de New York).

#### Événements rares
Daniel Kahneman constate que les événements peu probables sont rarement estimés correctement : ou bien, ils sont surestimés (probabilité d'être victime d'un attentat terroriste) ; ou bien, ils sont sous-estimés. La surestimation des probabilités faibles s'explique de plusieurs manières.
Dès qu'un individu est capable de s'imaginer l'apparition d'un événement, même si sa probabilité est faible, il aura tendance à surestimer la probabilité d'apparition de cet événement. De plus, lors de l'estimation des probabilités, si l'accent est mis sur les cas possibles (par exemple, « 1 cas sur 1000 » aura plus de poids que la même probabilité exprimée comme « une probabilité de 0,001 »), l'individu aura aussi tendance à surestimer psychologiquement la probabilité, en concentrant son attention sur les cas possibles.
En revanche, l'expérience acquise par l'individu relativement aux événements de faibles probabilités semble l’immuniser contre la tendance à surestimer l'apparition d'événement peu probable. Si l'individu raisonne de manière plus globale, en estimant l'apparition d'événement selon une image générale qu'il s'est forgée d'eux, alors il est plus susceptible de sous-estimer les événements faiblement probables.

#### Politiques de risques
De même, quand il s'agit de prendre des risques, les individus ont du mal à opter pour les bonnes stratégies. La grande majorité des individus sont biaisés par leur aversion aux pertes qui les amène à prendre des risques inconsidérés, mais aussi par leur préférence pour des gains faibles et sûrs – au détriment de gains seulement probables, mais sensiblement plus élevés. Si cette incohérence peut être acceptable dans le cas d'une unique décision – qui implique le hasard –, elle devient fortement coûteuse lorsque cette décision n'est qu'une décision parmi d'autres. Kahneman montre qu'en élargissant la perspective sur un ensemble de décision, les choix de l'individu, lorsque les décisions sont prises une à une, aboutissent systématiquement à un ensemble de choix qui serait rejeté lui-même par l'individu, s'il avait pris ces décisions dans leur ensemble.
Pour éviter de faire ce genre d'erreur, Kahneman sermonne son lecteur, et lui conseille de se demander si, lorsqu'il va prendre une décision, il s'agit de la dernière fois qu'il prendra une décision liée à un événement aléatoire. En effet, tant que l'individu sera confronté à prendre d'autres décisions à l'avenir, il est systématiquement meilleur pour lui d'agir conformément aux enseignements des enseignements mathématiques. Cela reste vrai aussi longtemps que ses décisions sont prises relativement à des événements aléatoires indépendants – il ne s'agit pas de mettre tous ses œufs dans le même panier –, que les pertes possibles ne risquent pas de mettre l'individu dans une situation intolérable ou qu'il ne prend pas part à des paris hautement spéculatifs, c'est-à-dire que la probabilité de gagner pour chaque pari soit très faible.
Ainsi, en prenant à la fois compte d'une analyse des probabilités qui tienne compte des situations similaires et, en suivant une stratégie de prise de risques globale, les individus sauront se prémunir aussi bien contre un optimisme excessif et dangereux, tout comme une paralysante aversion aux pertes.

#### Tenue de comptes
Reprenant une distinction posée par Richard Thaler, Kahneman reprend le biais cognitif qui consiste à avoir plusieurs comptes mentaux hermétiques, qui s'observent à l'occasion de chaque type de dépenses ou de recettes. Ces comptes mentaux sont ensuite à l'origine de prises de décision qui peuvent sembler incohérentes.
Kahneman prend l'exemple de deux personnes fans de sport, l'une payant son ticket pour voir un match, l'autre le recevant gratuitement. Si une tempête de neige faisait rage, la première personne serait davantage prête à prendre le risque de braver la tempête pour assister au match. Les individus sont, en effet, réticents à fermer un de leurs comptes mentaux sur une perte nette. Ils peuvent être poussés à investir encore plus dans un projet pour tenter de « récupérer » la mise perdue, alors qu'il pourrait être plus judicieux d'investir dans d'autres projets plus susceptibles d'être rentables.
Ces comptes mentaux sont aussi à l'origine d'un certain regret d'autant plus élevé, que l'individu se sera écarté du choix par défaut. Or, cette crainte du regret conduit l'individu à préférer prendre des décisions conventionnelles et peu risquées, mais aussi préjudiciables. Un grand nombre d'avancées n'aurait pas été possible sans une certaine prise de risque, les antibiotiques en sont un exemple.
Pour résister à ce biais, Kahneman invite son lecteur, d'une part, à ne pas trop regarder en arrière si jamais il a pris une mauvaise décision, et d'autre part à ne pas surestimer le regret futur, l'appréhension de celui-là étant souvent excessive relativement au regret réel.

#### Renversements
Kahneman rapporte également que les individus sont plus susceptibles d'être incohérents lorsqu'ils réalisent leur évaluation en se concentrant seulement sur le cas présent, au lieu de prendre en compte des évaluations de questions similaires. Ils se laissent alors guider par les intuitions du système 1, et sont donc très sensibles aux biais cognitifs.
Dans de nombreux cas, les réponses apportées à deux questions similaires posées séparément diffèrent de ces mêmes réponses, lorsque les questions sont posées simultanément.
Cela peut aboutir à la prise de mauvaises décisions, en particulier lorsqu'il s'agit de déterminer le niveau d'une indemnisation : aux États-Unis, les jurés n'ont pas le droit de comparer un cas avec d'autres, alors que cela pourrait pourtant améliorer la cohérence globale des indemnisations.

#### Cadre et réalité
Le cadrage, c'est-à-dire la façon dont est présentée l'information, influence également fortement les décisions. Selon la formulation, il est possible de mettre en avant les gains potentiels, ou au contraire les pertes, et ainsi de susciter, ou des prises de risques, ou des comportements prudents, pour un même problème.
Les études montrent que tous les énoncés ne sont pas susceptibles de susciter un effet de cadrage. Elles montrent également que les individus les plus rationnels (qui étaient peu sujet à l'effet de cadrage) indiquaient une activité cérébrale dans une zone du cerveau associé à la relation entre émotions et raisonnement logique, et non pas toujours à la zone du cerveau associée à l'autodiscipline et au conflit. Les individus les plus sujets à l'effet de cadrage montraient une activité cérébrale située dans l'amygdale, zone associée aux émotions. Le plus préoccupant est que tous les individus peuvent en être victimes (même les experts, comme les médecins), et qu'il n'existe pas de tendance sous-jacente qui serait tordue par l'effet de cadrage.
Il existe en revanche des cadrages qui sont meilleurs que d'autres. Kahneman prend l'exemple de la mesure du Miles Per Gallon (MPG) et de celle du Gallon Per Miles, en montrant que le premier incite insuffisamment les individus à préférer les voitures un peu moins consommatrices de carburant parmi des modèles fortement consommateurs : il s'agit de l'illusion du MPG.

### Les deux facettes du moi

#### Deux facettes du moi
Kahneman s'appesantit sur les fondations de l'utilitarisme et montre que cette perspective ne reflète pas la réalité. Les décisions des individus ne sont pas prises en considérant l'expérience objective vécue, c'est-à-dire ce que le moi hédoniste, expérimentant, a vécu sur le moment, mais en fonction des souvenirs qu'ils ont, c'est-à-dire ce que le moi qui se souvient a retiré de l'expérience. Or, le bilan des douleurs et des plaisirs ne correspond pas aux fondations utilitaristes, qui voudraient que l'individu mesure l'« aire sous la courbe » des douleurs et celle des plaisirs pour rendre compte de l'expérience dans sa globalité.
L'individu forge le bilan de ses expériences en fonction de la plus grande intensité de douleur ou de plaisir durant son expérience, et la dernière sensation ressentie – sans prendre en compte la durée respective de l'ensemble des douleurs et/ou plaisirs. Cette vision des choses est également présente chez les animaux, tels que les rats.
Il y a donc un conflit entre la maximisation des plaisirs et la minimisation des douleurs ressenties réellement par l'individu et, la maximisation des plaisirs et la minimisation des douleurs dont le sujet se souviendra. Et bien souvent, les individus eux-mêmes confondent ces deux notions, en considérant que le souvenir correspond objectivement à ce qu'ils ont vécu sur le moment, alors que cela n'est pas nécessairement le cas.

#### La vie comme histoire
Quand il s'agit d'évaluer le bonheur de toute une vie, les individus se concentrent non sur la durée des moments de bonheur, mais sur l'évolution, bonne ou mauvaise, de leur expérience au fil du temps, et notamment de leurs derniers instants. L'évaluation des vacances repose également sur cette logique, car souvent, les individus partent en vacances pour en retenir une expérience, et moins pour vivre l'expérience en elle-même.
Ce qui compte dans le cas d'expérience positive, comme négative, c'est ce que l'individu en retient, plus que ce qu'il a vécu réellement. Pour Kahneman, comme pour de nombreux individus, le moi qui vit l'expérience est comme un étranger.

#### Bien-être vécu
Pour évaluer le bonheur vécu – et non pas celui dont l'individu se souvient – Kahneman et ses collègues ont mis au point un indice : il consiste à reconstruire le déroulement d'une journée et à noter l'humeur lors des activités – ce qui est l'équivalent moins coûteux qui consisterait à demander à divers moments de la journée l'humeur de la personne.
Kahneman montre qu'il existe une différence entre le bien-être ressenti par l'individu sur le moment, et la satisfaction relativement à sa vie, résultat d'un jugement, de l'histoire que se raconte l'individu : il s'agit pour lui de deux choses complètement différentes. Ainsi, l'éducation augmente bien la satisfaction, mais pas le bien-être individuel, c'est-à-dire la capacité d'apprécier le moment présent. La richesse supplémentaire, au-delà d'un revenu de 75 000 dollars par an, n'augmente plus le bien-être des individus, toutefois, elle augmente la satisfaction, même lorsque le niveau est dépassé. Le sentiment de richesse – le simple fait d'y penser – limiterait même l'appréciation des bonheurs plus simples.

#### Réflexion sur la vie
Le fait d'être satisfait de sa vie dépend assez peu de situations positives ou négatives, dès lors que l'individu n'y pense pas : le mariage, après plusieurs années pèse moins lourd dans la balance. Le bien-être et la satisfaction dépendent pour une grande part de prédispositions génétiques – certains individus sont plus susceptibles d'être globalement heureux.
La satisfaction dépend également de certains objectifs que les individus se sont fixés, ou de souhaits individuels. Il apparaît que non seulement ces objectifs déterminent dans une certaine mesure les réussites – notamment en termes de revenus – des individus, mais également leur satisfaction : une personne qui jugeait important d'avoir un gros revenu, et qui y parvient sera plus heureuse, qu'une personne qui ne s'était pas fixée un tel objectif.
Par ailleurs, bien souvent, les individus mésestiment leur bien-être ou celui d'un individu, lorsqu'ils portent leur attention sur un seul aspect objectif, tel qu'un climat clément, ou une paraplégie : les individus éprouvent un bien-être similaire à la moyenne, une fois habitués à la situation, une fois qu'ils n'y prêtent plus attention.
Le « bonheur » est donc un concept ambigu, qui se laisse difficilement saisir, car il se compose à la fois de l'expérience véritablement vécue par l'individu, mais aussi de l'expérience dont l'individu se souvient, deux notions totalement différentes qui ne se recoupent pas nécessairement.

## Honneurs et récompenses
- 2011 Los Angeles Times Book Prize (Current Interest)[19]
- National Academy of Sciences Best Book Award in 2012[20]
- The New York Times Book Review, one of the best books of 2011[21]
- Globe and Mail Best Books of the Year 2011[22]
- One of The Economist's 2011 Books of the Year[23]
- One of The Wall Street Journal's Best Nonfiction Books of the Year 2011[24]

## Réception du livre
Dans le Journal of Economic Literature, l'économiste Andrei Shleifer juge que la publication de cet ouvrage constitue un événement intellectuel majeur.
En 2012, il s'en est vendu plus d'un million de copies et l'année de sa publication, il se trouvait parmi la New York Times Bestseller List. Plusieurs médias dont le Huffington Post, The Guardian, The New York Times The Financial Times, The Independent, Bloomberg et The New York Review of Books en ont fait des critiques.
L'ouvrage a été largement passé en revue par la presse spécialisée, telle que le Journal of Economic Literature, l'American Journal of Education, The American Journal of Psychology, Planing Theory (en), The American Economist, The Journal of Risk and Insurance, The Michigan Law Review, l'American Scientist, le Contemporary Sociology, Science, Contexts, The Wilson Quarterly, Technical Communication, The University of Toronto Law Journal, A Review of General Semantics et Scientific American Mind.
Le livre a aussi été examiné par le magazine annuel, The Association of Psychological Science.

### Crise scientifique de la réplication des expériences
Une partie du livre est symptomatique de la crise de la reproductibilité dans laquelle s'est enlisée la psychologie et les sciences sociales. Une analyse par un blogueur des études citées en chapitre 4, qui est intitulé « La machine associative », en ont déterminé l'indice de réplicabilité estimé à 14[C'est-à-dire ?] et soulignant ainsi une absence de pertinence. Kahneman a commenté l'étude et reconnu des défauts dans ce chapitre :
« I placed too much faith in underpowered studies. »
« J'ai placé trop de foi dans des études bancales. »
D'autres ont noté avec une certaine ironie que Kahneman a justement commis l'erreur de jugement qu'il étudiait.